# Вехец
Вехец (слч. Vechec) насељено је мјесто са административним статусом сеоске општине (слч. obec) у округу Вранов на Топлој, у Прешовском крају, Словачка Република.

## Становништво
| Година:    | 1994. | 2004.    | 2014.    | 2024.   |
| ---------- | ----- | -------- | -------- | ------- |
| Број људи: | 1912  | 2329     | 2819     | 3025    |
| Разлика:   |       | +21,80 % | +21,03 % | +7,30 % |

| Година:    | 2023. | 2024.   |
| ---------- | ----- | ------- |
| Број људи: | 2982  | 3025    |
| Разлика:   |       | +1,44 % |

Према подацима о броју становника из 2024. године насеље је имало 3025 становника.